# دهستان پراشکفت
دهستان پراشکفت در بخش جوزار شهرستان ممسنی در استان فارس در تاریخ ۲۵/۱۲/۹۷ برابر مصوبه دولت تشکیل شد.